# 对生蹄盖蕨
对生蹄盖蕨（学名：Athyrium oppositipinnum）为蹄盖蕨科蹄盖蕨属下的一个种。

## 扩展阅读
維基物種上的相關：对生蹄盖蕨